# Kristinn Steindórsson
Kristinn Steindórsson (Reykjavik, 29 april 1990) is een IJslands voetballer die sinds 2020 uitkomt voor Breiðablik.

## Clubcarrière
Kristinn begon zijn carrière bij Breiðablik, waar hij in 2008 op zijn zeventiende debuteerde. In 2009 brak hij definitief door bij de IJslandse club met acht doelpunten in tweeëntwintig wedstrijden. Datzelfde jaar kwalificeerde De club zich voor de tweede rondes van de kwalificatie voor de UEFA Cup 2010/11 en won het de IJslandse voetbalbeker. Een jaar later werd hij met de club kampioen van de Úrvalsdeild, in een seizoen waarin hij twaalf doelpunten maakte in tweeëntwintig wedstrijden. In 2012 tekende hij bij Halmstads BK, dat destijds uitkwam in de Superettan. Met Halmstads promoveerde hij dat seizoen nog naar de Allsvenskan. In zijn laatste seizoen bij de Zweedse club maakte hij acht doelpunten. Op 11 december 2014 tekende hij bij het Amerikaanse Columbus Crew.

## Clubstatistieken
| Seizoen | Club             | Competitie  | Competitie | Competitie | Competitie | Beker | Beker | Beker | Internationaal | Internationaal | Internationaal | Totaal | Totaal | Totaal |
| Seizoen | Club             | Competitie  | Wed.       | Dlp.       | Ass.       | Wed.  | Dlp.  | Ass.  | Wed.           | Dlp.           | Ass.           | Wed.   | Dlp.   | Ass.   |
| ------- | ---------------- | ----------- | ---------- | ---------- | ---------- | ----- | ----- | ----- | -------------- | -------------- | -------------- | ------ | ------ | ------ |
| 2007    | Breiðablik       | Besta Deild | 11         | 3          | 0          | 0     | 0     | 0     | —              | —              | —              | 11     | 3      | 0      |
| 2008    | Breiðablik       | Besta Deild | 6          | 0          | 0          | 0     | 0     | 0     | —              | —              | —              | 6      | 0      | 0      |
| 2009    | Breiðablik       | Besta Deild | 22         | 8          | 0          | 2     | 0     | 0     | —              | —              | —              | 24     | 8      | 0      |
| 2010    | Breiðablik       | Besta Deild | 22         | 12         | 0          | 2     | 0     | 0     | 2              | 0              | 0              | 26     | 12     | 0      |
| 2011    | Breiðablik       | Besta Deild | 22         | 11         | 0          | 0     | 0     | 0     | 2              | 1              | 0              | 24     | 12     | 0      |
| 2012    | Halmstads BK     | Superettan  | 31         | 9          | 5          | 3     | 1     | 1     | —              | —              | —              | 34     | 10     | 6      |
| 2013    | Halmstads BK     | Allsvenskan | 21         | 1          | 1          | 3     | 1     | 0     | —              | —              | —              | 24     | 2      | 1      |
| 2014    | Halmstads BK     | Allsvenskan | 29         | 8          | 2          | 1     | 0     | 2     | —              | —              | —              | 30     | 8      | 4      |
| 2015    | Columbus Crew    | MLS         | 21         | 0          | 0          | 2     | 0     | 0     | —              | —              | —              | 23     | 0      | 0      |
| 2016    | GIF Sundsvall    | Allsvenskan | 16         | 0          | 1          | 3     | 0     | 0     | —              | —              | —              | 19     | 0      | 1      |
| 2017    | GIF Sundsvall    | Allsvenskan | 25         | 0          | 3          | 0     | 0     | 0     | —              | —              | —              | 25     | 0      | 3      |
| 2018    | FH Hafnarfjördur | Besta Deild | 17         | 0          | 3          | 2     | 0     | 0     | 2              | 0              | 0              | 21     | 0      | 3      |
| 2019    | FH Hafnarfjördur | Besta Deild | 12         | 0          | 0          | 8     | 0     | 0     | —              | —              | —              | 20     | 0      | 0      |
| 2020    | Breiðablik       | Besta Deild | 11         | 6          | 1          | 6     | 2     | 0     | 1              | 0              | 0              | 18     | 8      | 1      |
| 2021    | Breiðablik       | Besta Deild | 22         | 9          | 6          | 5     | 0     | 0     | 6              | 1              | 1              | 33     | 10     | 7      |
| 2022    | Breiðablik       | Besta Deild | 25         | 7          | 0          | 7     | 2     | 1     | 6              | 2              | 1              | 38     | 11     | 2      |
| 2023    | Breiðablik       | Besta Deild | 12         | 1          | 2          | 5     | 0     | 0     | 15             | 1              | 4              | 32     | 2      | 6      |
| Totaal  | Totaal           | Totaal      | 325        | 75         | 24         | 49    | 6     | 4     | 34             | 5              | 6              | 408    | 86     | 34     |

## Interlandcarrière
Op 16 januari 2015 maakte hij tegen Canada zijn debuut. In diezelfde wedstrijd maakte hij direct zijn eerste doelpunt.